# Mecometopus palmatus
Mecometopus palmatus là một loài bọ cánh cứng trong họ Cerambycidae.